# سانتا غيوليتا (بافيا)
سانتا غيوليتا (بالإيطالية: Santa Giuletta)‏ هي بلدة تقع في مقاطعة بافيا بإقليم لومبارديا في شمال إيطاليا. تبلغ مساحة هذه المدينة 11.7 (كم²)، وترتفع عن سطح البحر م، بلغ عدد سكانها 1605 نسمة في عام 2004 حسب إحصاء المعهد الوطني للإحصاء.

## السكان
في سنة 1861 بلغ عدد السكان 2٬108 نسمة، وتطور العدد ليصل في سنة 2011 لـ 1٬685 نسمة.
يظهر هذا المخطط البياني تطور النمو السكاني لـ سانتا غيوليتا (بافيا)

## توأمة
لسانتا غيوليتا (بافيا) اتفاقيات توأمة مع:
- موريس